# День української писемності та мови
День украї́нської писе́мності та мо́ви — свято розвитку державної мови, яке щороку відзначається в Україні 27 жовтня.
У церковному календарі за новим стилем (григоріанський та новоюліанський) — день вшанування пам'яті Преподобного Нестора-Літописця — послідовника творців слов'янської писемності Кирила і Мефодія.

## Особливості відзначення
У День української писемності та мови за традицією:
- покладають квіти до пам'ятника Несторові-літописцю;
- відзначають найкращих популяризаторів українського слова;
- заохочують видавництва, які випускають літературу українською мовою;
- проводиться Міжнародний конкурс знавців української мови імені Петра Яцика — конкурс відбувається за підтримки Міністерства освіти та науки України та Ліги українських меценатів. Щорічна кількість учасників понад 5 млн з 20 країн світу[джерело?].

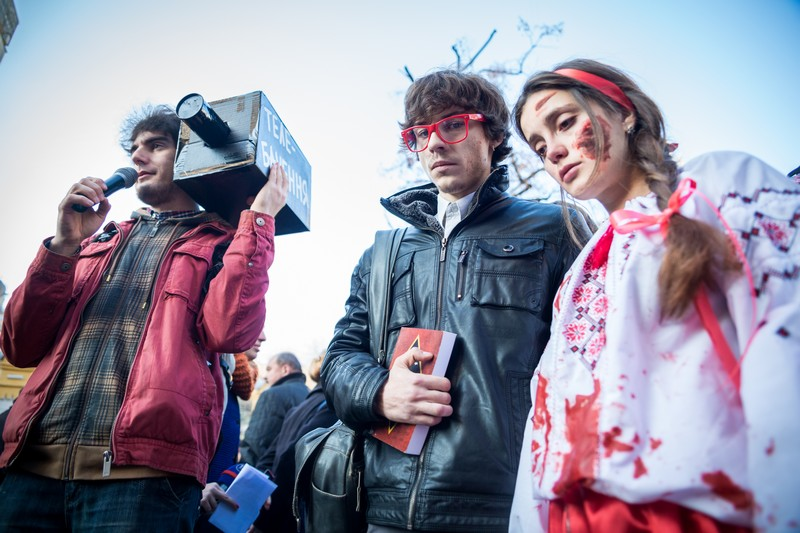
Перформанс на захист української мови до Дня української писемності та мови (Київ, 2014)

- Проводяться громадські акції та перформанси на підтримку української мови.

Також існувала традиція 27 жовтня, коли батьки відводили дітей до школи, а потім йшли до церкви: поставити свічку перед образом Нестора-літописця і помолитися, щоб він допоміг дитині у навчанні.
В День української писемності та мови, на Українському радіо традиційно відбувається радіодиктант національної єдності. Цю акцію започатковано з 2000 року. Відтоді щороку всі охочі можуть узяти участь у написанні радіодиктанту та не стільки з'ясувати, чи добре знають українську мову, як продемонструвати єдність з усіма, хто любить і шанує українське слово.

## Історія
Свято започатковане 27 жовтня 1997 року, коли Президент України Леонід Кучма на підтримку ініціативи громадських організацій та з урахуванням важливої ролі української мови в консолідації українського суспільства видав Указ № 1241/97 «Про День української писемності та мови».

### Відзначення у 2010 році
У 2010 році міністр освіти і науки, представник партії регіонів Дмитро Табачник заявив про відмову МОН України фінансувати проведення Міжнародного конкурсу знавців української мови ім. Петра Яцика. Конкурс проведено без участі МОН України.
У Києві відбулася акція-протест «Займіться ділом, а не язиком!» спрямована проти законопроєкту «Про мови» № 1015-3, який суттєво звужує сферу функціонування української мови. У заході, присвяченому Дню української писемності та мови, на вулиці Банковій біля Адміністрації президента взяли участь близько 500 людей. Серед них — студенти та викладачі національного технічного університету України «Київський політехнічний інститут», Київського національного університету імені Тараса Шевченка та Національного університету «Києво-Могилянська академія». До акції приєднався також літній чоловік із плакатом «Найгірші правителі в історії України: Ленін. Сталін, Янукович». Висловлюючи протест проти Закону України «Про мови» № 1015-3, присутні скандували «Займіться ділом, а не язиком!». З адміністрації президента мітингувальникам винесли привітання від голови держави. Проте, на думку протестувальників, Віктор Янукович не має жодного стосунку до його написання. Після цього було проколото надувну кульку діаметром близько одного метра з написом «Закон про мови», що мало символізувати недопущення його прийняття. З Банкової учасники акції ходою вирушили до Майдану Незалежності, вигукуючи «Слава нації», «Смерть ворогам», «Україна — нація», «Україна понад усе!», «Київ — українське місто», «Ми любимо українську мову», «Одна держава — одна мова», «Геть закон про мови», «В рідній країні — рідна мова», «Українській мові — жити». На головній вулиці країни із близько 600 свічок було викладено заклик «Відчуй смак української мови».

### Відзначення у 2015 році
У 2015 біля Адміністрації президента України громадянський рух Відсіч провів театралізовану акцію з вимогою захисту та підтримки української мови. Метою акції було спонукати тогочасну владу законодавчо підтримати українську мову в контексті початку російської війни проти України. Персонажами акції були відомі російські історичні діячі, які, на думку учасників акції, відзначилися на ниві русифікації України: Петро Валуєв, Катерина II, Петро I, Анна Іоанівна та Йосип Сталін. Позаду кожного з персонажів активіст з «зашитим ротом» тримав імітацію одного з його історичного документа, що засвідчував його антиукраїнську політику. Ці персонажі по черзі дякували тодішній українській владі, та в першу чергу президенту Петру Порошенку за продовження їхньої справи. У такий спосіб організатори мітингу намагалися показати, що русифікація України триває. Мітингувальники стверджували, що відродження української мови є питанням національної безпеки та добробуту громадян.

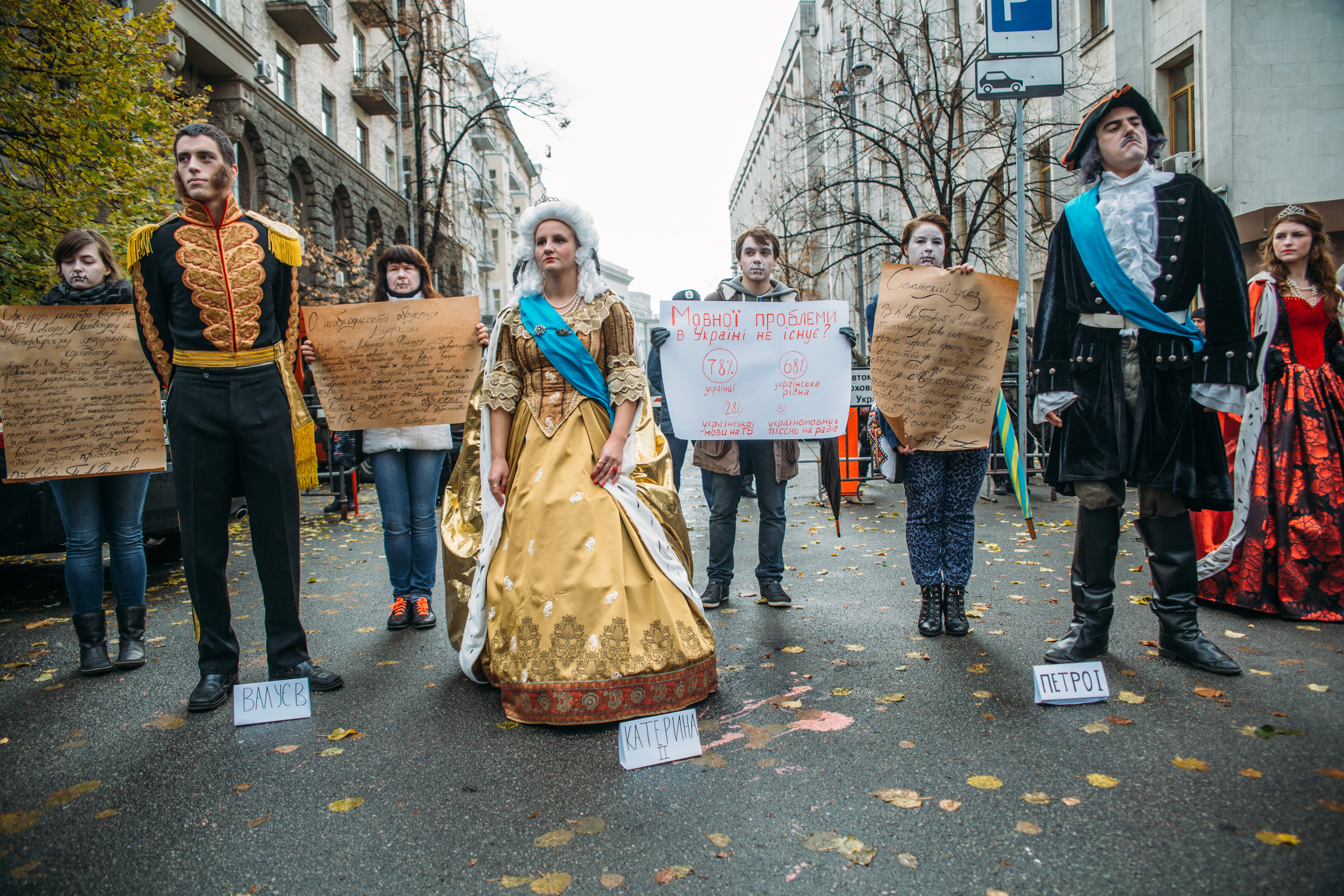
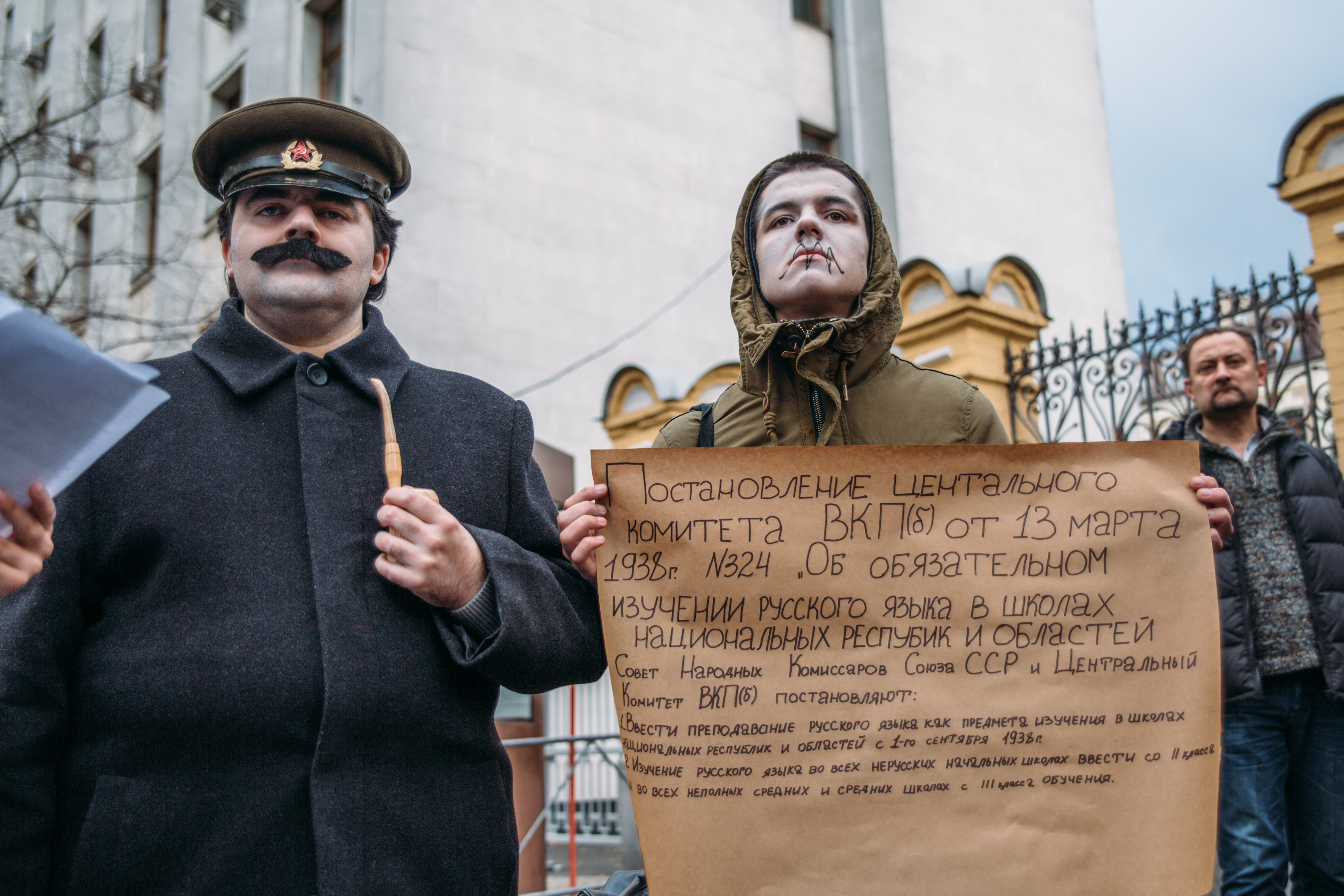
Персонаж "Йосип Сталін"
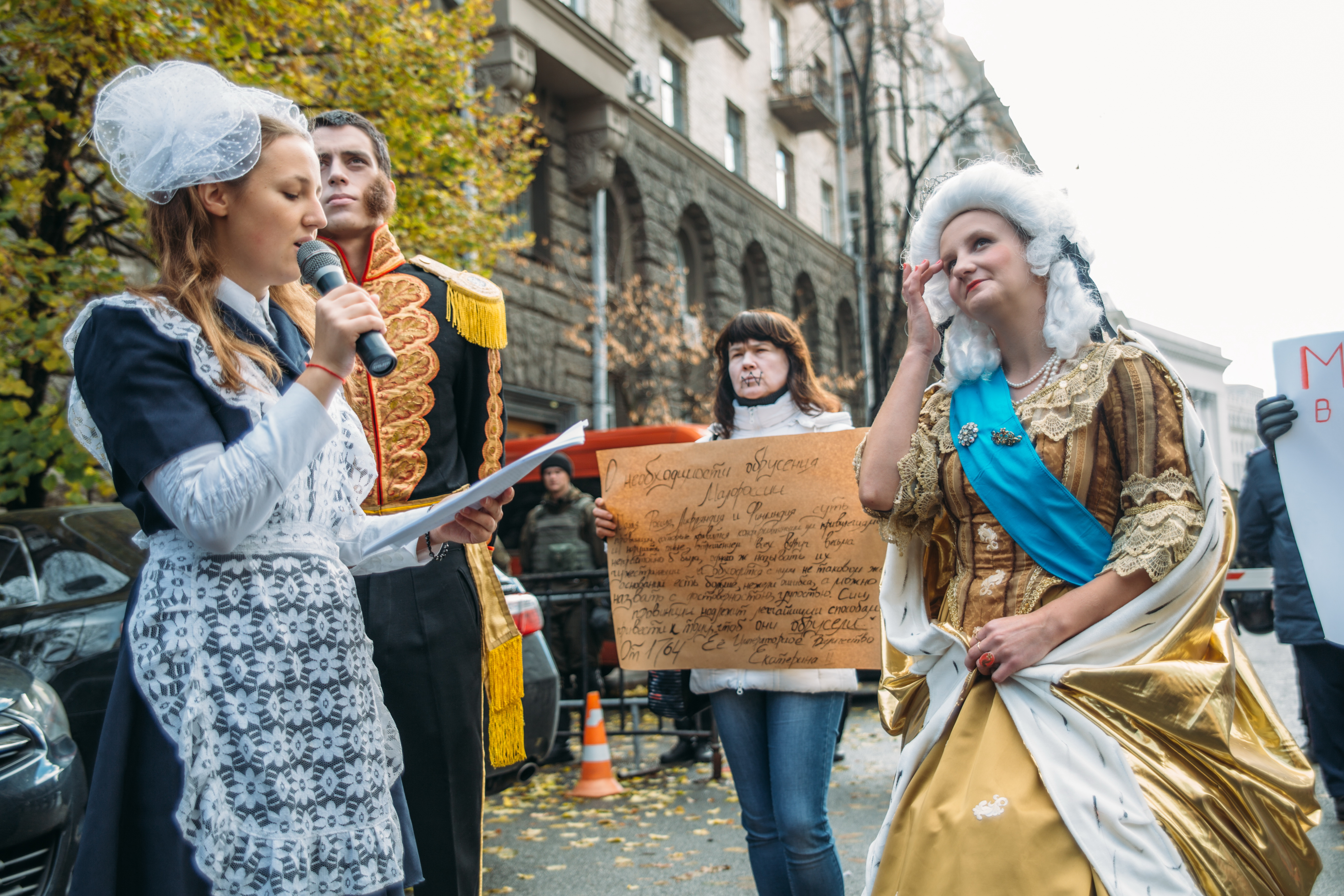
Персонаж "Катерина II"
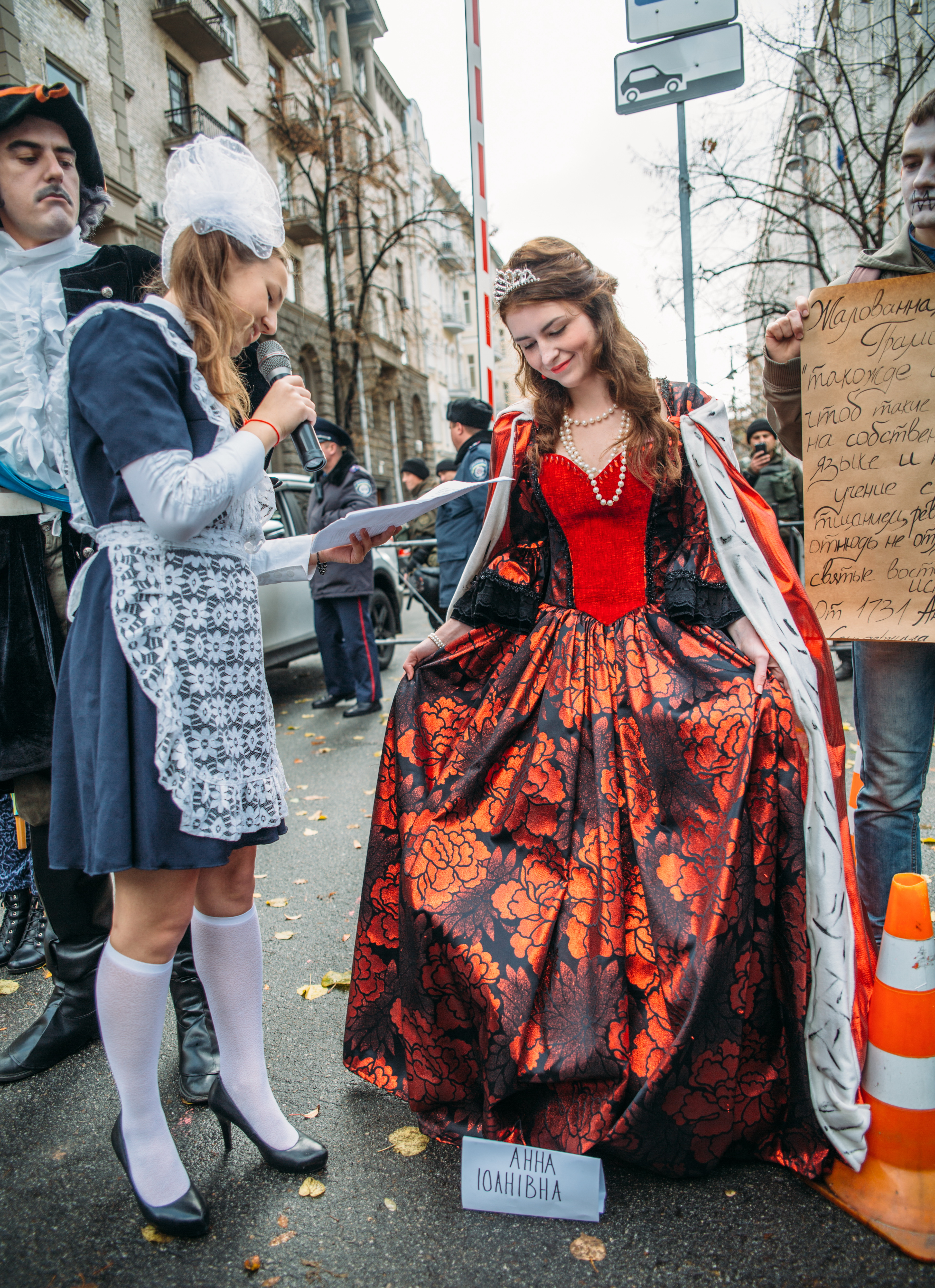
Персонаж "Анна Іоанівна"
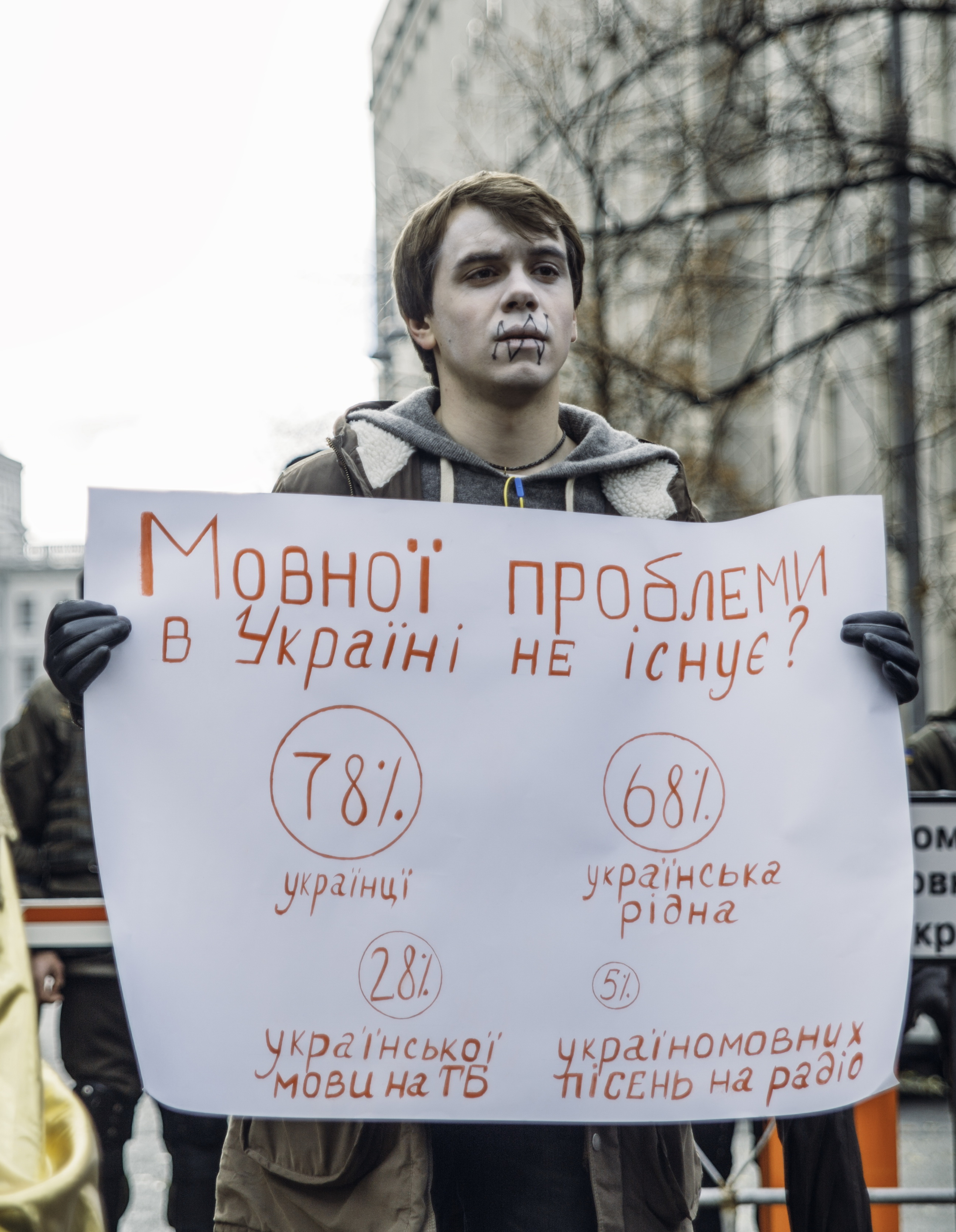
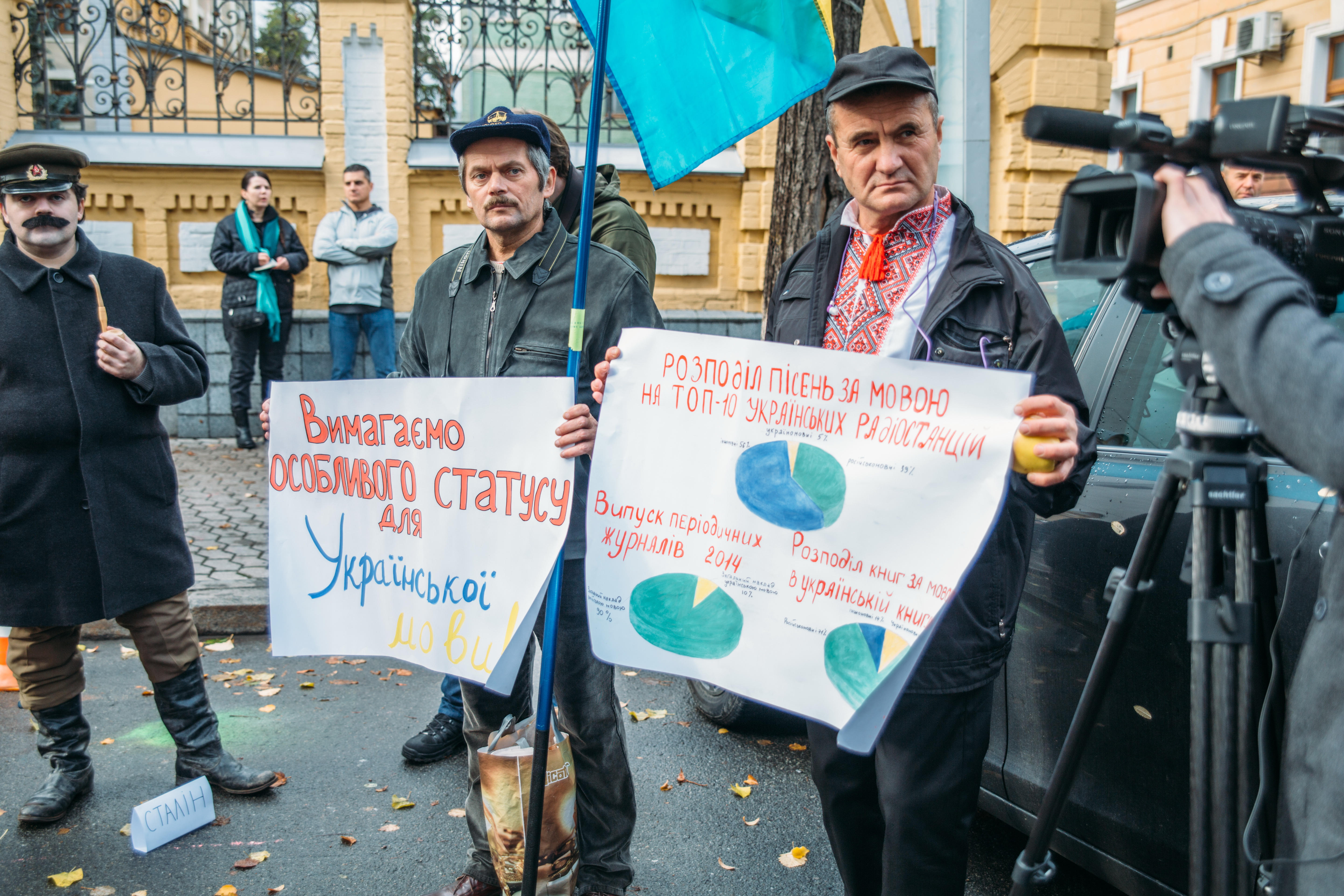

## Зміна дати
28 липня 2023 року Президент України Володимир Зеленський підписав указ про зміну дати святкування з 9 листопада на 27 жовтня. Зміни були внесені через перехід Православної церкви України та Української греко-католицької церкви на новоюліанський календар.
«З новою силою це питання постало внаслідок російської агресії. Нині юліанський календар сприймається як пов'язаний з російською церковною культурою. Адже сучасним (новоюліанським) календарем користуються ті Церкви, які підтримують нашу Помісну Церкву, натомість опоненти і, в першу чергу, РПЦ — дотримуються старого календаря (юліанського). Тож прагнення збереження і утвердження своєї, української, духовної ідентичності, захист від агресії „русского міра“, вимагають від нас назрілого рішення — долучитися до більшості Помісних Православних Церков і запровадити у вжиток новоюліанський календар», — прокоментували так своє рішення в Православній церкві України.